# Дунавска бициклистичка рута
Дунавска бициклистичка рута Д6 (енгл. The Danube Cycleway; слч. Dunajská cyklistická cesta; мађ. Duna menti kerékpárút) је међународна бициклистичка стаза дуж друге најдуже европске реке Дунава, и протеже се од извора Дунава до његовог ушћа у Црно море. Рута пролази кроз следеће европске државе: Немачку, Аустрију, Словачку, Мађарску, Хрватску, Србију, Румунију, Бугарску и Украјину.
Дунавска бициклистичка рута почиње у Донауешингену у Немачкој и завршава се на Црном мору, чинећи је дугом укупно 2.875км.
Дунавска бициклистичка рута део је Еуро Вело (EuroVelo) европске мреже бициклистичких рута које пресецају Европу уздуж и попреко. Мрежу чини 19 до сада трасираних рута, а Дунавска је део међународне бициклистичке руте Еуро Вело 6 - ЕВ6 (EuroVelo 6 - EV6, популара као Rivers Route), која спаја Атлантски океан (ушће Лоаре код Сен Назера у Француској) са Црним морем (Ушће Дунава код Констанце у Румунији). На Међународном сајму туризма у Берлину 2019. године, проглашена је за најатрактивнију, од до сада трасираних бициклистичких рута у Европи.
Осим Еуро Вело 6 кроз Војводини пролазе још два међународна бициклистичка коридора, Еуро Вело 11 и Еуро Вело 13. У неколико наврата представници Европске бициклистичке федерације (European Cycling Federation - ECF), истицали су да ЕВ6 рута у Србији има најбољи систем сигнализације у Европи. ЕВ13 рута је такође означена, док је сигнализација за ЕВ11 руту у нашој земљи још увек у припреми.

## Навигација и путоказне ознаке
За бициклисте који се одлуче на вожњу овом рутом припремљене су квалитетне навигацијске карте и апликације за телефон, а сама стаза кроз Србију је добро обележена јасним путоказним ознакам, у складу са стандардима Европске бициклистичке федерације.

## Главни и алтернативни путеви
На навигационим картама означене су три алтернативне трасе за пролазак Дунавском бициклистичком рутом: црвена, зелена и љубичаста.
- Црвена траса пролази најмирнијим и најлепшим путевима и пределима поред Дунава и открива различите пејзаже и призоре, од урбане вреве и журбе, до ритова, речних обала, пашњака... Да би се прошло овом стазом потребно је доста времена на располагању, као и повољне атмосферске прилике, јер трасу уз асфалтне путеве чине и макадамски, понегде и земљани путеви. Ако је време неповољно, са вишедневном кишом, ти делови могу бити проблематични.
- Зелена траса представља алтернативне правце који увек воде по асфалтним путевима те се њима може возити по сваком времену односно могу се, када је то потребно, избећи црвене деонице са лошијом подлогом.
- Љубичаста траса представља препоручене детур правце за локалне излете, који са главног правца кретања одводе на лепе и заниљиве путеве, или до лепих и занимљивих места.[6]

- Рута кроз Улм (Немачка), дуж Дунава, поред градских зидина
- Двоструки завој Дунава у Горњој Аустрији
- Нова променада Еуровеа у Братислави (Словачка)
- Предели дуж Дунава у околини Ђера (Мађарска)
- Парк природе Копачки рит у Хрватској
- Пристан за Белу флоту код Апатина (Србија)
- Дунав код села Вардин у Бугарској
- Резерват биосфере Делта Дунава у Украјини
- Околина села Света Хелена у Румунији

## Дунавска бициклистичка рута у Србији
У Србији, ЕВ6 рута улази на северу Војводине, код Бачког Брега, а излази код Неготина. Дуга је 667 километара и обухвата 7 деоница:
Дунавска бициклистичка тура обухвата:
1. Бачки Брег (мађарска граница) - Сомбор - Апатин 60 км
2. Апатин - Бачка Паланка 124 км
3. Бачка Паланка - Нови Сад 48 км
4. Нови Сад – Београд 96 км
5. Београд - Панчево - Ковин - Стара Паланка - Рам 105 км
6. Рам - Велико Градиште - Голубац - Доњи Милановац 95 км
7. Доњи Милановац - Кладово - Неготин - Брегово (бугарска граница) 139 км

Занимљиво је да је некадашњи део главног асфалтног пута који је повезивао Кладово и Доњи Милановац са Голупцем и Београдом изградњом деонице Ђердапске магистрале остао готово без саобраћаја, што је створило одличне услове за бициклисте.

## Туристички потенцијал
Рутом ЕВ6 од Баварског града Пасауа до Беча током 2019. године је прошло 755.000 бициклиста, што говори о интересовању за овај вид туристичке понуде. Овом рутом у Србији годишње прође око 10.000 бициклиста.
Готово читавом туром вози се кроз прелепе пределе очуване природе, регионалним путевима слабијег саобраћајног интензитета. Тура представља потпуни ужитак у авантуристичком доживљају сваке појединачне деонице, по најлепшим крајевима Србије. Одабране биклистичке стазе су ван места које посећују класични туристи, да би многи одважни авантуристи могли проверили своје способности. Већи део руте кроз Србију представља изазов за све учеснике, јер је потребна завидна физичка припемљеност, пошто учесници дневно пређу и до 100 км.
Дуж руте се налазе бројна заштићена подручја, културно историјски споменици и знаменитости, међу којима се издвајају:
- Национални парк Ђердап,
- Мали и Велики Казан,
- Голубачка тврђава,
- Тврђава Рам,[8]
- Сребрно језеро,
- Бела Црква,[9]
- Београд,
- Земун,
- Нови Сад
- Петроварадинска тврђава,
- Сремски Карловци,
- Ергела Карађорђево и други.[10]
- Специјални резерват природе Горње Подунавље,
- Ајфелова преводница у Бездану, први објекат у Европи где је примењено подводно бетонирање.[1]

Циклотуризам и културни туризам су међусобно испреплетени. Један од главних мотива за путовање бициклом представља упознавање других култура, народа, локалних обичаја, интеракција и искуство аутентичног начина живота људи у малим местима.
На граничном прелазу са Румунијомнедавно је изграђен Регионални центар за циклотуризам. У свом комплексу Центар поседује одмориште, могућност прања веша, алатке за поправку бицикала и информације о бициклистичким атракцијама у околини.

## Спољашњи извори
- „Top-ten lista za bicikiste na 667km Dunavske biciklističke rute u Srbiji”. ciklonaut.com. Приступљено 5. 4. 2021.